# Grand Prix der Nordischen Kombination 2001
Der Grand Prix der Nordischen Kombination 2001 war eine vom Weltverband FIS ausgetragene Wettkampfserie in der Nordischen Kombination. Die Serie umfasste die fünf Stationen Klingenthal, Steinbach-Hallenberg, Winterberg, Ramsau am Dachstein und Berchtesgaden. Sie begann am 24. August und endete am 2. September 2001. Während zum Start in den Grand Prix 59 Athleten aus zwölf Nationen teilnahmen, gingen in Ramsau und Berchtesgaden gar 70 Sportler aus 15 Nationen an den Start. Das Punktesystem war gegenüber dem üblichen leicht modifiziert, sodass beispielsweise der Sieger eines Wettbewerbes 140 Punkte sammelte und sogar der auf Platz 45 rangierende Athlet einen Punkt erhielt. Gesamtsieger wurde der Vorjahreszweite Samppa Lajunen, der somit als erster Finne den Grand Prix gewinnen konnte.

## Ergebnisse und Wertungen

### Grand-Prix-Übersicht
| Datum      | Austragungsort       | Disziplin                | Sieger          | Zweiter         | Dritter           |
| ---------- | -------------------- | ------------------------ | --------------- | --------------- | ----------------- |
| 24.08.2001 | Klingenthal          | K 80 / 14 km Massenstart | Samppa Lajunen  | Christoph Eugen | Michael Gruber    |
| 26.08.2001 | Steinbach-Hallenberg | K 120 / 9 km Sprint      | Ronny Ackermann | Samppa Lajunen  | Antti Kuisma      |
| 29.08.2001 | Winterberg           | K 80 / 14 km Gundersen   | Jaakko Tallus   | Samppa Lajunen  | Sebastian Haseney |
| 01.09.2001 | Ramsau               | K 90 / 15 km Gundersen   | Mario Stecher   | Bill Demong     | Ronny Ackermann   |
| 02.09.2001 | Berchtesgaden        | K 90 / 10 km Gundersen   | Mario Stecher   | Felix Gottwald  | Jens Gaiser       |

### Wertungen
Athleten, die nicht an allen Wettbewerben teilgenommen haben, wurden in der Gesamtwertung nicht berücksichtigt.
| Rang | Name              | Punkte |
| ---- | ----------------- | ------ |
| 01.  | Samppa Lajunen    | 524    |
| 02.  | Bill Demong       | 382    |
| 03.  | Jens Gaiser       | 342    |
| 04.  | Michael Gruber    | 327    |
| 05.  | Sebastian Haseney | 320    |
| 06.  | Christoph Eugen   | 311    |
| 07.  | Jaakko Tallus     | 310    |
|      | Andrej Jezeršek   | 310    |
| 09.  | Felix Gottwald    | 243    |
| 10.  | Marcel Höhlig     | 218    |
| 11.  | Ivan Rieder       | 210    |
| 12.  | Antti Kuisma      | 204    |
| 13.  | Christoph Bieler  | 197    |

| Rang | Name               | Punkte |
| ---- | ------------------ | ------ |
| 14.  | Wilhelm Denifl     | 185    |
| 15.  | Jari Mantila       | 184    |
| 16.  | Andreas Hurschler  | 157    |
| 17.  | Marko Baacke       | 155    |
| 18.  | Johnny Spillane    | 141    |
| 19.  | Matthias Mehringer | 128    |
|      | Kenji Ogiwara      | 128    |
| 21.  | Michal Pšenko      | 119    |
| 22.  | Kevin Arnould      | 108    |
| 23.  | Todd Lodwick       | 107    |
| 24.  | Bernhard Gruber    | 069    |
|      | Gen Tomii          | 069    |
| 26.  | Daito Takahashi    | 068    |

| Rang | Name              | Punkte |
| ---- | ----------------- | ------ |
| 27.  | Matthias Menz     | 064    |
| 28.  | Frédéric Baud     | 063    |
| 29.  | Marko Simić       | 055    |
| 30.  | Gregor Verbajs    | 044    |
| 31.  | Matt Dayton       | 037    |
| 32.  | Satoshi Mori      | 035    |
| 33.  | Rémy Trachsel     | 029    |
| 34.  | Sergei Zacharenko | 018    |
| 35.  | Nicolas Bal       | 009    |
| 36.  | Peter Dica        | 002    |
| 37.  | Jed Hinkley       | 001    |